# Donegal South-West (kiesdistrict)
Donegal South West is een voormalig kiesdistrict in de Republiek Ierland voor de verkiezingen van Dáil Éireann. Het besloeg het zuidelijke deel van het graafschap Donegal. Het bestond van 1981 tot de verkiezingen van 2016. Krachtens de herindeling die in 2012 werd ontworpen is het gefuseerd met Donegal North-East tot het nieuwe district Donegal. 
Bij de verkiezingen van 2007 woonden er 60.829 kiesgerechtigden die 3 leden voor de Dáil konden kiezen.
De verkiezingen in 2007 bracht geen verandering ten opzichte van 2002, alle zittende TD's werden herkozen, dat betekent dat Donegal South West 2 Fianna Fáil leden en 1 Fine Gael lid naar Dublin afvaardigt. Sinn Féin slaagde er net niet in een zetel te veroveren.
In 2011 kreeg Sinn Féin de meeste stemmen én een zetel. Fianna Fáil raakte beide zetels kwijt. Fine Gail behield zijn ene zetel, terwijl de derde zetel naar Thomas Pringle, die meedeed als onafhankelijk kandidaat.